# 레이디 보덴

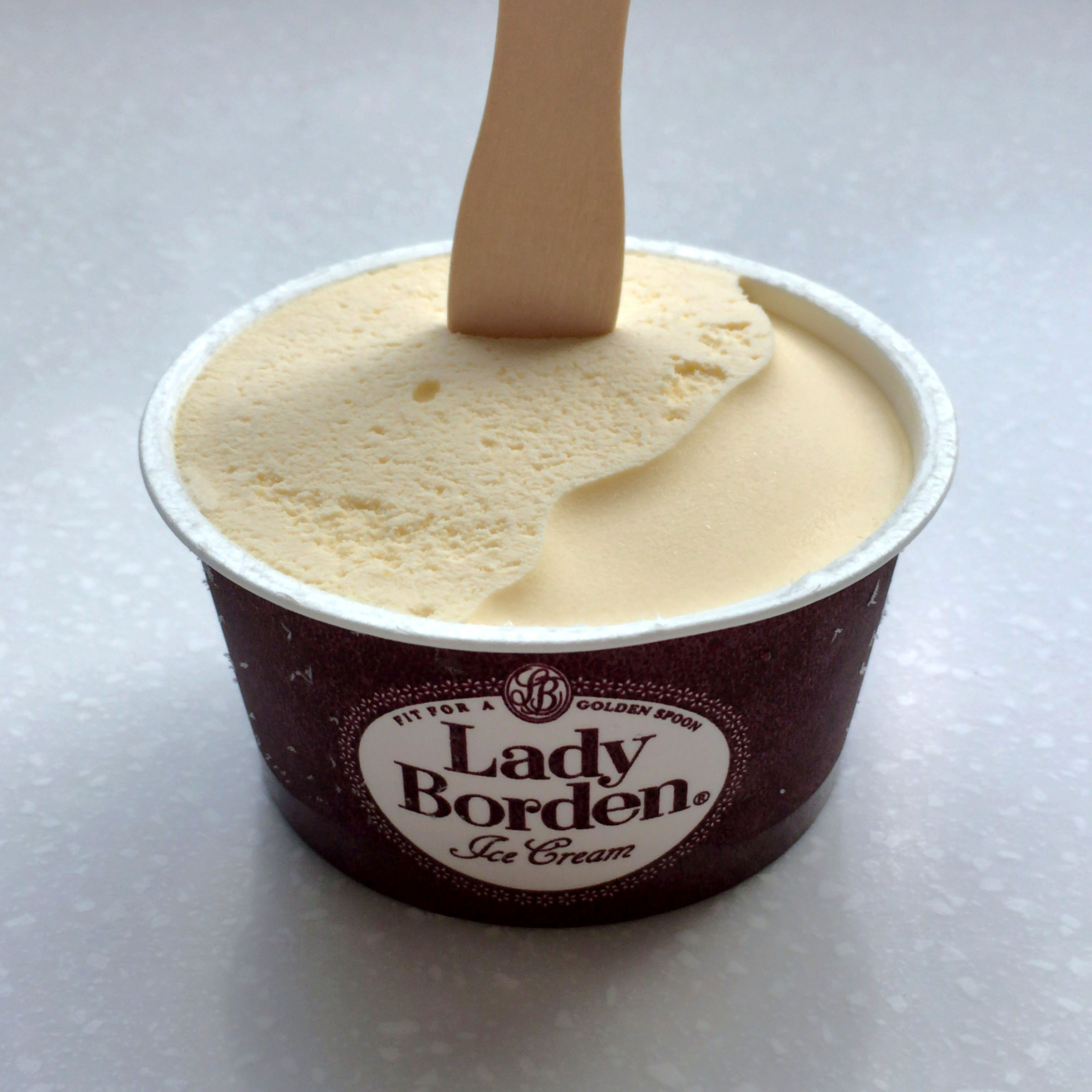
레이디 보덴 미니 컵

레이디 보덴(Lady Borden)은 고급 아이스크림 브랜드. 미국 보덴 사가 일본 기업에 라이센스를 부여하고 일본 국내에서 생산·판매되는 제품이다. 예전에는 메이지 유업 (현 : 주식회사 메이지)가 라이센스 생산하고 있었지만, 현재는 롯데와 라이센스 제휴를 통해 롯데 계열사 롯데 아이스 제조·판매하고 있다.